# Westland-Sturmvogel
Der Westland-Sturmvogel (Procellaria westlandica) oder Westlandsturmvogel geschrieben ist ein Seevogel, der in Neuseeland nistet. Er ist einer der wenigen erdbrütenden Seevögel Neuseelands, die trotz menschlicher Ausbeutung und eingeschleppter Raubtiere bis in die heutige Zeit überlebt haben.

## Merkmale
Der Westland-Sturmvogel erreicht eine Größe von 50 bis 55 cm und eine Flügelspannweite zwischen 135 und 140 cm. Das Gewicht liegt bei 800 bis 1200 g. Größe und Gewicht können von Vogel zu Vogel stark variieren, wobei Männchen allgemein größer und schwerer werden als ihre weiblichen Artgenossen. Durch den fassförmig wirkenden Körper und die hohe Stirn entsteht der Eindruck eines großen, massigen Vogels. Die Flügel sind im Verhältnis zum Körper recht lang, der Schwanz für einen Sturmvogel typisch kurz. Der hakenförmige, zum Greifen schlüpfriger Beute geeignete Schnabel ist bei Männchen größer als bei Weibchen. Seine Grundfarbe ist ein sehr blasses Gelb bis Perlweiß, mit schwarzer Spitze, Nasenröhren und Oberseite. Das Gefieder zeigt ein mehr oder weniger einheitliches, dunkles Schwarz-Braun, lediglich am Kinn findet sich bei einigen Exemplaren ein weißer Fleck. Liegt die letzte vollständige Mauser schon länger zurück, können die Konturfedern abgenutzt und hell gerändert wirken. Von Oktober bis Dezember sehen viele Exemplare dann, mit Ausnahme der dunkel bleibenden Arm- und Handschwingen, bräunlicher und blasser aus als während des restlichen Jahres. Die Unterseite der Schwungfedern reflektiert Licht stärker als das übrige Gefieder, was zur Folge hat, dass diese Federn je nach Lichtverhältnissen blasser als das übrige Federkleid aussehen können. Das Jugendkleid ist kaum vom Gefieder der Adulten zu unterscheiden. Jungvögel sind daher noch am ehesten an ihren kleineren Schnäbeln zu erkennen. Das Flugbild ist bei ruhigen Wetterverhältnissen durch lange Gleitflüge in niedrigen Höhen und schwere, langsame Flügelschläge geprägt. Im Gleitflug werden die Flügel in einer typischen, leicht herabhängenden Haltung gehalten. Bei stärkerem Wind fliegen die Vögel schneller, jedoch weiterhin mit möglichst wenigen, energiesparenden Flügelschlägen und langen, bogenförmigen Gleitpassagen.

## Lebensraum und Lebensweise

Verbreitungsgebiet

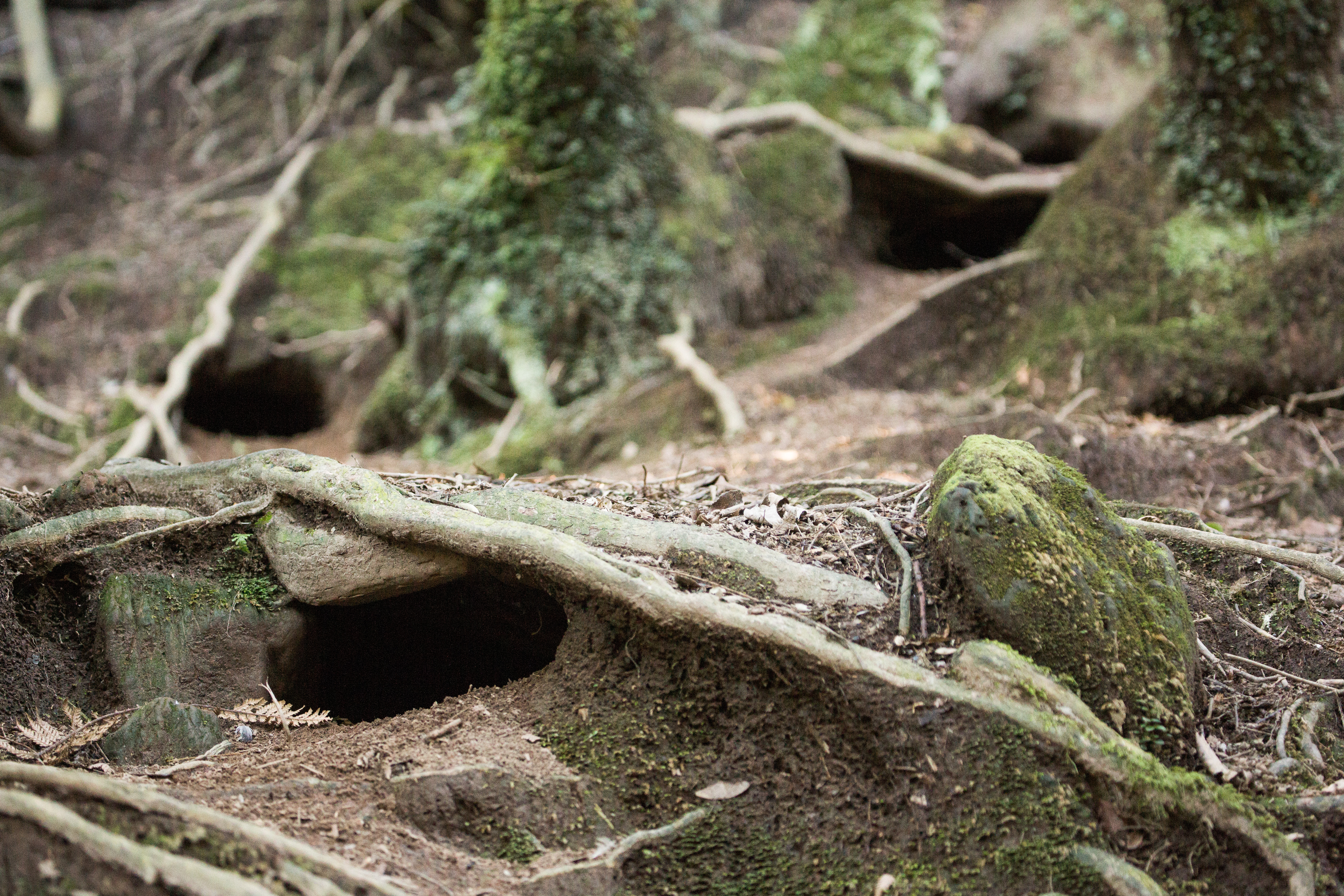
Bruthöhlen des Westland-Sturmvogels

Der Vogel verbringt die meiste Zeit über dem Südpazifik zwischen Australien und Südamerika, Land sucht die Art nur für das Brutgeschäft auf. Zwischen November und März ist der Großteil der globalen Population vor den Küsten Chiles und Süd-Patagoniens zu finden. Westland-Sturmvögel gehören zu den Arten, die regelmäßig Fischerbooten auf deren Fangtouren folgen und sich zumindest teilweise von über Bord geworfenen Fischabfällen und Beifang ernähren. Besonders häufig sind sie bei Booten zu finden, die Jagd auf Hokis (Macruronus novaezelandiae) machen. Ansonsten besteht die Ernährung vorwiegend aus Kopffüßern (Teuthowenia- und Histioteuthis-Arten) und Fischen (vor allem Goldlachse). Seltener werden auch diverse Krustentiere erbeutet. Die Beute wird dabei vorwiegend an der Wasseroberfläche gefangen, gelegentlich aber auch in geringen Tiefen tauchend verfolgt. Die Nahrungssuche erfolgt entweder allein oder in kleineren, losen Schwärmen, zu denen sich auch Vertreter anderer Sturmvogel-Arten gesellen können. Befinden sich die Vögel in der Mauser, verbringen sie einen Großteil des Tages auf dem Wasser sitzend und fliegen nur bei größeren Störungen auf. Während der Brutzeit können große Schwärme von Westland-Sturmvögeln in den Abendstunden auf dem Meer vor ihrem Brutgebiet gesichtet werden, wo sie darauf warten, dass es dunkel genug wird, um sicher zu den Brutplätzen fliegen zu können. Die derzeit 29 bekannten Brutkolonien der Art befinden sich alle in einem Gebiet zwischen dem Punakaiki River und dem Waiwhero Creek im Westen der neuseeländischen Südinsel. Westland-Sturmvögel nisten in Erdlöchern, die sie in Hügeln in der Nähe der Küste graben. Die meisten Kolonien bestehen aus weniger als 50 Nestern, einige weisen aber auch bis zu 1000 Nester auf, die allerdings nicht alle in derselben Saison aktiv sind. Insgesamt brüten jedes Jahr schätzungsweise 3000 bis 5000 Paare, die aus knapp 19.000 verfügbaren Bruthöhlen wählen können. Die Küken schlüpfen etwa in der Zeit von Juli bis August, also im Winter der Südhalbkugel; sie werden dann bis November gefüttert. Die Geschlechtsreife erlangen Westland-Sturmvögel erst im Alter von 10 bis 14 Jahren, kehren jedoch dennoch während der Brutzeit schon nach drei bis fünf Jahren erstmals zu den Kolonien zurück.

## Gefährdung
Von der IUCN wird der Westland-Sturmvogel als endangered („gefährdet“) eingestuft. Die Organisation schätzt die globale Population mit Stand 2018 auf etwa 7900 bis 13.700 adulte Exemplare, der aktuelle Bestandstrend ist unbekannt, da einige frühere Schätzungen des Bestandes mittlerweile als fehlerhaft eingestuft werden. An den Nistplätzen gelten vor allem eingeschleppte Prädatoren wie Hunde, Katzen und Schweine als mögliche Bedrohung. Zusätzlich können schwere Stürme, wie etwa der Tropensturm Ita im Jahr 2014, Teile der Brutkolonien zerstören und anfälliger für Erosionsprozesse machen. Auf See enden darüber hinaus einige der Vögel als Beifang der Fischereiflotten in der Region.

## Systematik
Die wissenschaftliche Erstbeschreibung des Westland-Sturmvogels stammt aus dem Jahr 1946 und geht auf den neuseeländischen Ornithologen Robert Alexander Falla zurück. Das Artepitheton westlandica verweist auf Neuseelands Westland District, in dem das Brutgebiet der Vögel liegt. Die Art gilt als monotypisch. Taxonomisch gehört der Westland-Sturmvogel neben dem Grausturmvogel (P. cinerea), dem Weißkinn-Sturmvogel (P. aequinoctialis) und dem Parkinsonsturmvogel (P. parkinsoni) zur Gattung Procellaria innerhalb der Familie der Sturmvögel (Procellariidae). Besonders zu den optisch sehr ähnlichen Weißkinn- und Parkinsonsturmvögeln dürften enge verwandtschaftliche Verhältnisse bestehen. In der Vergangenheit wurden diese Arten auch schon von einigen Autoren als konspezifisch angesehen, wogegen aber vor allem unterschiedliche Brutzeiträume sprechen.